# Brignac (Hérault)
Brignac é uma comuna francesa na região administrativa de Occitânia, no departamento de Hérault. Estende-se por uma área de 4,65 km². Em 2010 a comuna tinha 928 habitantes (densidade: 199,6 hab./km²).